# Prénom Carmen
Prénom Carmen is een Franse film uit 1983, geregisseerd door Jean-Luc Godard. Hoofdrollen worden vertolkt door Maruschka Detmers en Jacques Bonnaffé.

## Verhaal
De film draait om Carmen X, een vrouwelijk lid van een terroristenbende. Ze vraagt haar oom Jean, een aan lager wal geraakte filmregisseur, of ze zijn strandhuis mag lenen voor het maken van een film. In werkelijkheid willen ze het huis gebruiken als hoofdkwartier voor een bankroof.
Tijdens de overval wordt Carmen verliefd op een van de bewakers van de bank. Ze probeert hem te overtuigen er met haar vandoor te gaan.

## Rolverdeling
| Acteur               | Personage                      |
| -------------------- | ------------------------------ |
| Maruschka Detmers    | Carmen X                       |
| Jacques Bonnaffe     | Joseph Bonnaffe                |
| Myriem Roussel       | Claire                         |
| Christophe Odent     | de chef                        |
| Pierre-Alain Chapuis |                                |
| Bertrand Liebert     | De bewaker                     |
| Alain Bastien-Thiry  | De dienaar van het Grand Hotel |
| Hippolyte Girardot   | Fred                           |
| Odile Roire          |                                |
| Valerie Dréville     | De verpleegkundige             |
| Christine Pignet     |                                |
| Jean-Michel Denis    |                                |

## Prijzen en nominaties
Prénom Carmen won in 1983 een Gouden Leeuw op het Filmfestival van Venetië. Tevens won de film op dit festival een speciale prijs voor "Best Technical Achievement"